# William Cassels
William Wharton Cassels (11 de marzo de 1858-7 de noviembre de 1925) fue un obispo misionero anglicano inglés, y uno de los siete de Cambridge.

## Biografía
William Cassels nació en Oporto, Portugal, el sexto hijo de John Cassels, un comerciante, y Ethelinda Cox, una pariente lejana de Warren Hastings. Fue educado en Percival House School, Repton School y Saint John's College, Cambridge.
Fue ordenado diácono en la diócesis anglicana de Rochester el 4 de junio de 1882, y sacerdote el 10 de junio de 1883. Fue curato en la Iglesia de Todos los Santos de Lambeth del Sur de 1882 a 1885. Como miembro de los famosos siete de Cambridge, se unió a China Inland Mission en 1885, junto con Arthur T. Polhill-Turner y Montagu Proctor-Beauchamp, los tres establecieron una diócesis adecuada de la Iglesia de Inglaterra en Szechwan. En 1895, se convirtió en obispo de la diócesis de Szechwan. Fue uno de los misioneros más destacados de su tiempo, que poseía grandes dotes de organización, entendía a los chinos y era muy respetado por ellos.
El 4 de octubre de 1887, Cassels se casó con Mary Louisa Legg, hija de Edward Legg, en la catedral de la Santa Trinidad de Shanghái. Tuvieron varios hijos. Murió el 7 de noviembre de 1925 en Paoning, Szechwan, y fue enterrado en el jardín de la catedral de San Juan Evangelista. Su esposa Mary murió ocho días después.

## Publicaciones
- Cassels, W. W. (1898). Wang: A Chinese Christian (en inglés) (nueva edición). Londres: Morgan & Scott.
- Cassels, W. W. (1908). The Claims of China on the Church of Christ. Serie «Day of Opportunity and the C.M.S.» (nº 2) (en inglés). Londres: Church Missionary Society.